# ヘンリー・バサースト (第2代バサースト伯爵)

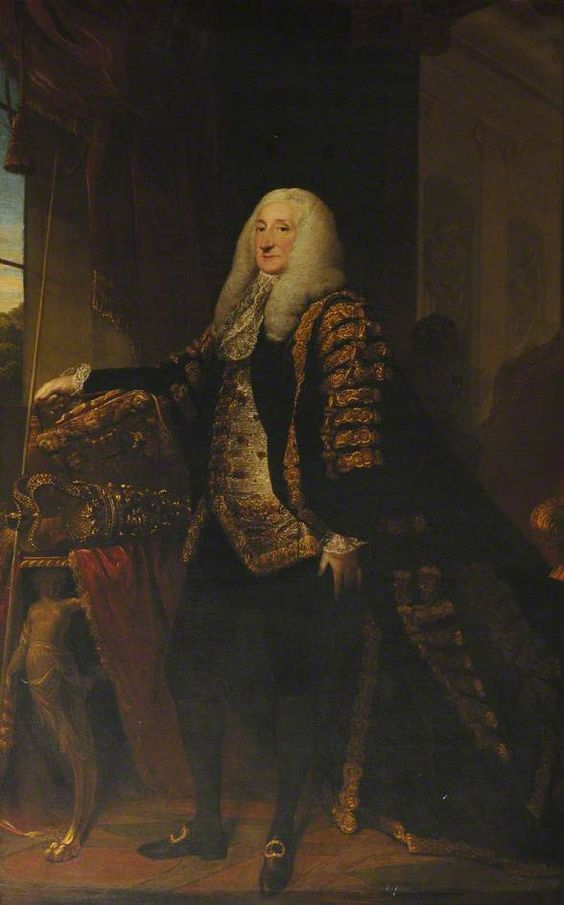
デイヴィッド・マーティンによる肖像画、1776年頃。

第2代バサースト伯爵ヘンリー・バサースト（英語: Henry Bathurst, 2nd Earl Bathurst PC KC、1714年5月20日 – 1794年8月6日）は、グレートブリテン王国の法律家、政治家。大法官（在任：1771年 – 1778年）、枢密院議長（在任：1779年 – 1782年）を歴任した。トーリー党所属。

## 生涯

### 生い立ち
初代バサースト男爵アレン・バサースト（後の初代バサースト伯爵）とキャサリン・アプスリー（Catherine Apsley、1688年7月6日洗礼 – 1768年6月8日、サー・ピーター・アプスリーの娘）の次男（長男ベンジャミンは1767年に父に先立って死去）として、1714年5月20日に生まれた。1725年から1728年までイートン・カレッジで教育を受けた後、1730年5月14日にオックスフォード大学ベリオール・カレッジに入学した。同年にインナー・テンプルに入学、1736年2月7日に弁護士資格免許を取得した。1743年6月22日にリンカーン法曹院に入学、1746年1月20日に勅選弁護士(KC)に選出された後、1746年4月25日にインナー・テンプルの評議員に選出された。

### 庶民院議員
1735年4月、サイレンセスター選挙区の補欠選挙に立候補して庶民院議員に当選した。ウォルポール内閣期で常に野党の一員として投票したが、ウォルポールの失脚後に父が官職に就任したため、バサーストも与党に転じた。1744年に父が解任されると再び野党に転じてウェールズ公フレデリック・ルイスに接近、1745年にウェールズ公の法務次官（solicitor-general）に任命され、1748年にウェールズ公の法務長官（attorney-general）に昇進した。1751年にフレデリック・ルイスが死去すると、バサーストが与党に転じたため、引き続きウェールズ公ジョージ（後の国王ジョージ3世）の法務長官を務めた。
1754年イギリス総選挙では父の意向により立候補せず、議席を兄ベンジャミンに譲った。同年5月2日に大法官の初代ハードウィック伯爵フィリップ・ヨークの推薦を受けて庶民間訴訟裁判所の裁判官に就任、これによりウェールズ公の法務長官から退任した。

### 大法官と枢密院議長
1770年1月20日に大法官チャールズ・ヨークが急死すると、21日に国璽尚書委員会（定員3名）の第2委員に任命された。そのちょうど1年後である1771年1月21日に枢密顧問官に任命された。さらに23日に大法官に任命され、24日にグレートブリテン貴族であるサセックス州におけるアプスリーのアプスリー男爵に叙された。これに伴い庶民間訴訟裁判所の裁判官から退任した。英国人名事典とオックスフォード英国人名事典によると、チャールズ・ヨークの死去に伴い任命された国璽尚書委員3名は全員能力不足だったが、そのうち能力の最も低いバサーストが大法官に任命されたという。
ノース内閣の一員として常に閣議の決定事項を支持したという。
1775年9月16日に父が死去すると、バサースト伯爵位を継承した。
1776年に貴族院で行われたキングストン＝アポン＝ハル公爵夫人エリザベス・ピアポントの裁判では裁判の期間中に大家令を務めた。
1778年6月の内閣改造で更迭されたが（後任は初代サーロー男爵エドワード・サーロー）、1779年11月に枢密院議長として再入閣した。以降ノース内閣が1782年に総辞職するまで務めた。

### 晩年
1783年にフォックス＝ノース連立内閣が成立したとき、大法官への再任を申し出たが、サーロー男爵に辞任の意思がなく、バサーストが再び任命されることはなかった。
1794年8月6日にサイレンセスター近くのオークリー・グローヴ（Oakley Grove）で死去、同地の家族納骨所に埋葬された。息子ヘンリーが爵位を継承した。

## 著作
- Case of the unfortunate Martha Sophia Swordfeager（1771年、匿名出版） - 偽装結婚の被害者である女性に関する著作。英国人名事典は著者を第2代バサースト伯爵とした[6]

英国人名事典によると、初代準男爵サー・フランシス・ブラーの著作『Law relative to Trials at Nisi Prius』はバサースト伯爵が収集したコレクションに基づいているという。

## 評価
オックスフォード英国人名事典によると、庶民間訴訟裁判所の裁判官として法律問題に対する判決を回避する傾向があり、大法廷による審理の場合は主席裁判官に判断を委ねることが多かった。また、凡庸な人物で大法官の職務においてもミスが多かったという。
19世紀の大法官である初代キャンベル男爵ジョン・キャンベルは法律家としての第2代バサースト伯爵に低い評価を下し、アプスリー・ハウスの建設を「大法官バサーストの一生において最も記憶に残る行動」とした。ただし、キャンベルはバサーストの経歴に大きく非難されるような点がなかったとした。

## 家族
1754年9月19日、アン・ジェームズ（Anne James、1758年2月4日没）と結婚した。
1759年6月14日、トライフェナ・スコーエン（Triphena Scawen、1730年12月31日 – 1807年12月2日、トマス・スコーエンの娘）と再婚、2男4女をもうけた。
- ヘンリー（1762年 – 1834年） - 第3代バサースト伯爵
- アプスリー（1769年 – 1816年1月）
- トライフェナ（1834年没）
- キャサリン（1837年没）
- セリナ・レティシア（1827年没）
- スザンナ（1847年3月8日没）

## 関連図書
- Chisholm, Hugh, ed. (1911). "Bathurst, Earls" . Encyclopædia Britannica (英語). Vol. 3 (11th ed.). Cambridge University Press. p. 520.

| グレートブリテン議会                                 | グレートブリテン議会 | グレートブリテン議会                                   |
| ---------------------------------------------------- | --- | ------------------------------------------------------ |
| 先代 トマス・マスター（父） ウィリアム・ウッドハウス | 庶民院議員（サイレンセスター選挙区選出） 1735年 – 1754年 同職：トマス・マスター（父） 1735年 – 1747年 トマス・マスター（子） 1747年 – 1749年 ジョン・コックス 1749年 – 1754年 | 次代 ベンジャミン・バサースト閣下 ジョン・ドーネイ閣下 |
| 公職                                                 | |                                                        |
| 委員会制最後の在位者チャールズ・ヨーク               | 大法官 1771年 – 1778年 | 次代 サーロー男爵                                      |
| 先代 ゴア伯爵                                        | 枢密院議長 1779年 – 1782年 | 次代 カムデン男爵                                      |
| グレートブリテンの爵位                               | |                                                        |
| 先代 アレン・バサースト                              | バサースト伯爵 1775年 – 1794年 | 次代 ヘンリー・バサースト                              |
| 爵位創設                                             | アプスリー男爵 1771年 – 1794年 | 次代 ヘンリー・バサースト                              |